# U.S. Route 58
U.S. Route 58 (ou U.S. Highway 58) é uma autoestrada dos Estados Unidos.
Faz a ligação do Oeste para o Este. A U.S. Route 58 foi construída em 1931 e tem 508 milhas (818 km).

## Principais ligações
US 21 em Independence

 Autoestrada 85 em La Crosse

 Autoestrada 95 em Emporia

 US 60 em Virginia Beach